# Aleksandrs Višņakovs
Aleksandrs Višņakovs (ur. 7 marca 1987) – łotewski zapaśnik walczący w stylu klasycznym. Zajął jedenaste miejsce na mistrzostwach świata w 2013. Piąty na mistrzostwach Europy w 2009. Mistrz nordycki w 2011. Trzeci na MŚ juniorów 2007 roku.